# Stéatomérie

La culotte de cheval est magnifiée par Les Trois Grâces de Rubens mais n'est plus, au XXIe siècle, un canon de la beauté.

La stéatomérie (du grec ancien στέαρ, στέατος / stéar, stéatos, « graisse » et μηρός / mêrós, « cuisse »), ou culotte de cheval dans le langage courant, est un attribut physique des humains consistant en un élargissement de l'arrière des cuisses et des fessiers des suites d'une accumulation de graisse.

## Présentation
Elle se développe davantage chez les femmes que les hommes (topographie « gynoïde ») et constitue, dans la culture populaire, l'une des cibles les plus fréquentes des régimes amaigrissants féminins.
Selon la localisation des bourrelets graisseux dans la région du bassin et des hanches, les anthropologues parlent de stéatomérie (dépôt graisseux au niveau des cuisses), de stéatopygie étalée ou postérieure (dépôt graisseux au niveau des fesses) et de stéatocoxie (dépôt graisseux au niveau du bassin).
L'hyperdéveloppement graisseux latéral est le fait de certaines femmes europoïdes, tandis que l'hyperdéveloppement postérieur, la stéatopygie, caractérise certaines populations noires ,.